# Stubbstjärtad myrfågel
Stubbstjärtad myrfågel (Sipia berlepschi) är en fågel i familjen myrfåglar inom ordningen tättingar.

## Utbredning och status
Den förekommer utmed Stillahavssluttningen i västra Colombia och nordvästra Ecuador (Esmeraldas). IUCN kategoriserar arten som livskraftig.

## Namn
Fågelns vetenskapliga artnamn hedrar den tyske ornitologen Hans von Berlepsch (1850-1915).